# Светско првенство у кошарци 2010 — Група Ц
Група Ц на Светском првенству у кошарци 2010. је играла своје утакмице између 28. августа и 2. септембра 2010. Све утакмице ове групе су игране у Анкара арени, Анкара, Турска.
Група је била састављена од репрезентација Грчке, Турске, Порторика, Русије, Кине и Обале Слоноваче. Четири најбоља тима су прошла у елиминациону фазу такмичења.

## 28. август

### Грчка — Кина
| 28. август 16:00 | Извештај | Грчка                                                                   | 89 : 81 | Кина                                 | Анкара арена, Анкара Гледаоци: 3.880 Судије: Пабло Алберто Естевез , Илија Белошевић , Виталис Одијамбо Годе |  |
| 28. август 16:00 | Извештај | Четвртине: 25:18, 22:19, 18:25, 24:19                                   |         |                                      | Анкара арена, Анкара Гледаоци: 3.880 Судије: Пабло Алберто Естевез , Илија Белошевић , Виталис Одијамбо Годе |  |
| 28. август 16:00 | Извештај | Поени: Бурусис, Зисис 21 Скокови: Бурусис 8 Асистенције: Дијамантидис 6 |         | Ћијанлијен 26 Ћијанлијен 14 Сун Је 4 | Анкара арена, Анкара Гледаоци: 3.880 Судије: Пабло Алберто Естевез , Илија Белошевић , Виталис Одијамбо Годе |  |

### Русија — Порторико
| 28. август 18:30 | Извештај | Русија                                                         | 75 : 66 | Порторико                          | Анкара арена, Анкара Гледаоци: 5.850 Судије: Carl Јунгебранд , Скот Џејсон Батлер , Кристијано Хесус Марањо |  |
| 28. август 18:30 | Извештај | Четвртине: 14:8, 22:26, 18:21, 21:11                           |         |                                    | Анкара арена, Анкара Гледаоци: 5.850 Судије: Carl Јунгебранд , Скот Џејсон Батлер , Кристијано Хесус Марањо |  |
| 28. август 18:30 | Извештај | Поени: Моња 16 Скокови: Воронцевич 9 Асистенције: Понкрашов 11 |         | Бареа 25 Рамос 9 Бареа, Vassallo 4 | Анкара арена, Анкара Гледаоци: 5.850 Судије: Carl Јунгебранд , Скот Џејсон Батлер , Кристијано Хесус Марањо |  |

### Обала Слоноваче — Турска
| 28. август 21:00 | Извештај | Обала Слоноваче                                          | 47 : 86 | Турска                  | Анкара арена, Анкара Гледаоци: 7.726 Судије: Саша Пукл , Фернандо Роха , Марван Его |  |
| 28. август 21:00 | Извештај | Четвртине: 11:23, 11:17, 14:13, 11:33                    |         |                         | Анкара арена, Анкара Гледаоци: 7.726 Судије: Саша Пукл , Фернандо Роха , Марван Его |  |
| 28. август 21:00 | Извештај | Поени: Кале 10 Скокови: Кале 9 Асистенције: три играча 2 |         | Онан 18 Ашик 12 Гулер 4 | Анкара арена, Анкара Гледаоци: 7.726 Судије: Саша Пукл , Фернандо Роха , Марван Его |  |

## 29. август

### Кина — Обала Слоноваче
| 29. август 16:00 | Извештај | Кина                                                              | 83 : 73 | Обала Слоноваче                     | Анкара арена, Анкара Гледаоци: 2.102 Судије: Пабло Алберто Естевез , Кристијано Хесус Марањо , Виталис Одијамбо Годе |  |
| 29. август 16:00 | Извештај | Четвртине: 21:17, 20:16, 25:18, 17:22                             |         |                                     | Анкара арена, Анкара Гледаоци: 2.102 Судије: Пабло Алберто Естевез , Кристијано Хесус Марањо , Виталис Одијамбо Годе |  |
| 29. август 16:00 | Извештај | Поени: Ћијанлијен 26 Скокови: Ћијанлијен 9 Асистенције: Динг Џ. 4 |         | Диабате 20 Диабате, Абу 7 Диабате 3 | Анкара арена, Анкара Гледаоци: 2.102 Судије: Пабло Алберто Естевез , Кристијано Хесус Марањо , Виталис Одијамбо Годе |  |

### Порторико — Грчка
| 29. август 18:30 | Извештај | Порторико                                              | 80 : 83 | Грчка                                | Анкара арена, Анкара Гледаоци: 5.635 Судије: Карл Јунгебранд , Хектор Санчез , Фернандо Роха |  |
| 29. август 18:30 | Извештај | Четвртине: 23:21, 18:14, 15:24, 24:24                  |         |                                      | Анкара арена, Анкара Гледаоци: 5.635 Судије: Карл Јунгебранд , Хектор Санчез , Фернандо Роха |  |
| 29. август 18:30 | Извештај | Поени: Бареа 20 Скокови: Васало 9 Асистенције: Бареа 4 |         | Спанулис 28 Бурусис 9 Дијамантидис 7 | Анкара арена, Анкара Гледаоци: 5.635 Судије: Карл Јунгебранд , Хектор Санчез , Фернандо Роха |  |

### Турска — Русија
| 29. август 21:00 | Извештај | Турска                                                        | 65 : 56 | Русија                            | Анкара арена, Анкара Гледаоци: 10.500 Судије: Саша Пукл , Илија Белошевић , Скот Џејсон Батлер |  |
| 29. август 21:00 | Извештај | Четвртине: 16:15, 17:7, 15:15, 17:19                          |         |                                   | Анкара арена, Анкара Гледаоци: 10.500 Судије: Саша Пукл , Илија Белошевић , Скот Џејсон Батлер |  |
| 29. август 21:00 | Извештај | Поени: Туркоглу 14 Скокови: Иљасова 10 Асистенције: Тунчери 4 |         | Каун, Моња 13 Воронцевич 9 Моња 4 | Анкара арена, Анкара Гледаоци: 10.500 Судије: Саша Пукл , Илија Белошевић , Скот Џејсон Батлер |  |

## 30. август
Дан одмора.

## 31. август

### Русија — Обала Слоноваче
| 31. август 16:00 | Извештај | Русија                                                        | 72 : 66 | Обала Слоноваче                     | Анкара арена, Анкара Гледаоци: 1.262 Судије: Илија Белошевић , Фернандо Роха , Хектор Санчез |  |
| 31. август 16:00 | Извештај | Четвртине: 17:12, 17:18, 19:14, 19:22                         |         |                                     | Анкара арена, Анкара Гледаоци: 1.262 Судије: Илија Белошевић , Фернандо Роха , Хектор Санчез |  |
| 31. август 16:00 | Извештај | Поени: Мозгов 19 Скокови: Каун, Хвостов 6 Асистенције: Моња 4 |         | Коне 16 Ламизана 8 Диабате, Амагу 3 | Анкара арена, Анкара Гледаоци: 1.262 Судије: Илија Белошевић , Фернандо Роха , Хектор Санчез |  |

### Порторико — Кина
| 31. август 18:30 | Извештај | Порторико                                                 | 84 : 76 | Кина                             | Анкара арена, Анкара Гледаоци: 3.303 Судије: Саша Пукл , Скот Џејсон Батлер , Марван Его |  |
| 31. август 18:30 | Извештај | Четвртине: 20:21, 24:16, 19:20, 21:19                     |         |                                  | Анкара арена, Анкара Гледаоци: 3.303 Судије: Саша Пукл , Скот Џејсон Батлер , Марван Его |  |
| 31. август 18:30 | Извештај | Поени: Васало 22 Скокови: Балкмен 13 Асистенције: Бареа 9 |         | Ћијанлијен 24 Ћијанлијен 7 Јуе 5 | Анкара арена, Анкара Гледаоци: 3.303 Судије: Саша Пукл , Скот Џејсон Батлер , Марван Его |  |

### Грчка — Турска
| 31. август 21:00 | Извештај | Грчка                                                        | 65 : 76 | Турска                                    | Анкара арена, Анкара Гледаоци: 10.500 Судије: Карл Јунгебранд , Пабло Алберто Естевез , Кристијано Хесус Марањо |  |
| 31. август 21:00 | Извештај | Четвртине: 15:22, 24:19, 12:24, 14:11                        |         |                                           | Анкара арена, Анкара Гледаоци: 10.500 Судије: Карл Јунгебранд , Пабло Алберто Естевез , Кристијано Хесус Марањо |  |
| 31. август 21:00 | Извештај | Поени: Бурусис 15 Скокови: Бурусис 7 Асистенције: петорица 1 |         | Иљасова 26 Туркоклу 7 Тунчери, Туркоглу 2 | Анкара арена, Анкара Гледаоци: 10.500 Судије: Карл Јунгебранд , Пабло Алберто Естевез , Кристијано Хесус Марањо |  |

## 1. септембар

### Кина — Русија
| 1. септембар 16:00 | Извештај | Кина                                                                 | 80 : 89 | Русија                 | Анкара арена, Анкара Судије: Карл Јунгебранд , Кристијано Хесус Марањо , Хектор Санчез |  |
| 1. септембар 16:00 | Извештај | Четвртине: 21:15, 22:25, 19:23, 18:26                                |         |                        | Анкара арена, Анкара Судије: Карл Јунгебранд , Кристијано Хесус Марањо , Хектор Санчез |  |
| 1. септембар 16:00 | Извештај | Поени: Сун Ј. 19 Скокови: Ћијанлијен 9 Асистенције: Лиу В., Аиулун 2 |         | Моња 17 Каун 14 Моња 6 | Анкара арена, Анкара Судије: Карл Јунгебранд , Кристијано Хесус Марањо , Хектор Санчез |  |

### Обала Слоноваче — Грчка
| 1. септембар 18:30 | Извештај | Обала Слоноваче                                     | 60 : 97 | Грчка                                   | Анкара арена, Анкара Судије: Пабло Алберто Естевез , Марван Его , Виталис Одијамбо Годе |  |
| 1. септембар 18:30 | Извештај | Четвртине: 14:20, 5:27, 19:34, 22:16                |         |                                         | Анкара арена, Анкара Судије: Пабло Алберто Естевез , Марван Его , Виталис Одијамбо Годе |  |
| 1. септембар 18:30 | Извештај | Поени: Аси 11 Скокови: Аси 7 Асистенције: Диабате 6 |         | Калатес 15 Бурусис, Калатес 7 Калатес 8 | Анкара арена, Анкара Судије: Пабло Алберто Естевез , Марван Его , Виталис Одијамбо Годе |  |

### Турска — Порторико
| 1. септембар 21:00 | Извештај | Турска                                                                  | 79 : 77 | Порторико                   | Анкара арена, Анкара Гледаоци: 10,000 Судије: Саша Пукл , Скот Џејсон Батлер , Илија Белошевић |  |
| 1. септембар 21:00 | Извештај | Четвртине: 19:19, 11:18, 26:20, 23:20                                   |         |                             | Анкара арена, Анкара Гледаоци: 10,000 Судије: Саша Пукл , Скот Џејсон Батлер , Илија Белошевић |  |
| 1. септембар 21:00 | Извештај | Поени: Туркоглу 16 Скокови: Иљасова 13 Асистенције: Тунчери, Туркоглу 5 |         | Васало 19 Рамос 12 Ривера 8 | Анкара арена, Анкара Гледаоци: 10,000 Судије: Саша Пукл , Скот Џејсон Батлер , Илија Белошевић |  |

## 2. септембар

### Порторико — Обала Слоноваче
| 2. септембар 16:00 | Извештај | Порторико                                                | 79 : 88 | Обала Слоноваче           | Анкара арена, Анкара Гледаоци: 1.200 Судије: Илија Белошевић , Хектор Санчез , Виталис Одијамбо Годе |  |
| 2. септембар 16:00 | Извештај | Четвртине: 14:19, 19:20, 26:25, 20:24                    |         |                           | Анкара арена, Анкара Гледаоци: 1.200 Судије: Илија Белошевић , Хектор Санчез , Виталис Одијамбо Годе |  |
| 2. септембар 16:00 | Извештај | Поени: Бареа 19 Скокови: Балкман 10 Асистенције: Бареа 7 |         | Абуо 19 Коне 10 Диабате 8 | Анкара арена, Анкара Гледаоци: 1.200 Судије: Илија Белошевић , Хектор Санчез , Виталис Одијамбо Годе |  |

### Грчка — Русија
| 2. септембар 18:30 | Извештај | Грчка                                                                     | 69 : 73 | Русија                          | Анкара арена, Анкара Гледаоци: 3.500 Судије: Саша Пукл , Кристијано Хесус Марањо , Фернандо Роха |  |
| 2. септембар 18:30 | Извештај | Четвртине: 10:20, 20:10, 13:29, 26:14                                     |         |                                 | Анкара арена, Анкара Гледаоци: 3.500 Судије: Саша Пукл , Кристијано Хесус Марањо , Фернандо Роха |  |
| 2. септембар 18:30 | Извештај | Поени: Скорцијанидис 16 Скокови: Скорцијанидис 9 Асистенције: четворица 2 |         | Мозгов 18 Воронов 6 Понкрашов 6 | Анкара арена, Анкара Гледаоци: 3.500 Судије: Саша Пукл , Кристијано Хесус Марањо , Фернандо Роха |  |

### Турска — Кина
| 2. септембар 21:00 | Извештај | Турска                                                | 87 : 40 | Кина                                       | Анкара арена, Анкара Гледаоци: 10.500 Судије: Карл Јунгебранд , Пабло Алберто Естевез , Марван Его |  |
| 2. септембар 21:00 | Извештај | Четвртине: 15:6, 24:7, 27:12, 21:15                   |         |                                            | Анкара арена, Анкара Гледаоци: 10.500 Судије: Карл Јунгебранд , Пабло Алберто Естевез , Марван Его |  |
| 2. септембар 21:00 | Извештај | Поени: Саваш 20 Скокови: Ашик 13 Асистенције: Гулер 7 |         | Сун Ј. 15 Су В. 9 Ћинхуи, Сун Ј., Шулонг 2 | Анкара арена, Анкара Гледаоци: 10.500 Судије: Карл Јунгебранд , Пабло Алберто Естевез , Марван Его |  |

## Табела
| Табела групе Ц  | ИГ | Д | И | П+  | П-  | Разл. | Бод. |
| --------------- | -- | - | - | --- | --- | ----- | ---- |
| Турска          | 5  | 5 | 0 | 393 | 285 | +108  | 10   |
| Русија          | 5  | 4 | 1 | 365 | 346 | +19   | 9    |
| Грчка           | 5  | 3 | 2 | 403 | 370 | +33   | 8    |
| Кина            | 5  | 1 | 4 | 360 | 423 | -63   | 6    |
| Обала Слоноваче | 5  | 1 | 4 | 334 | 417 | -83   | 6    |
| Порторико       | 5  | 1 | 4 | 386 | 401 | -15   | 6    |